# 김정희 필 침계
김정희 필 침계(金正喜 筆 梣溪)는 대한민국 서울특별시 성북구 간송미술관에 있는 조선시대의 서예 작품이다. 2018년 4월 20일 대한민국의 보물 제1980호로 지정되었다.

## 개요
‘김정희 필 침계’는 분당지에 예서(隸書)로 쓰고 비단으로 장황(粧䌙)한 횡피(橫披)의 형태이다. 화면 오른쪽으로 치우쳐 ‘침계(梣溪)’ 두 글자를 쓰고, 왼쪽에는 8행에 행마다 9～12자씩 모두 86자의 발문을 행서로 썼으며, 두 방의 백문인(白文印)을 찍는 등 격식을 완전하게 갖춘 작품이다. 침계(梣溪)는 김정희의 친구 윤정현(尹定鉉)의 호(號)이다. 
화면 왼쪽에 있는 발문(跋文)의 내용에 의하면 윤정현이 김정희한테 자신의 호를 써 달라고 부탁했으나 한나라 예서에 ‘침(梣)’자가 없기 때문에 30년간 고민하다가 해서ㆍ예서를 합한 서체로 써 주었다고 한다. 
해서(楷書)와 예서(隸書)의 필법을 혼합해서 쓴 ‘침계’는 김정희의 자유분방한 개성이 돋보이는 파체(破體)의 대표작으로 꼽을 수 있다. 구성과 필법에서 작품의 완성도가 높을 뿐 아니라 김정희의 학문ㆍ예술ㆍ인품을 엿볼 수 있어 더욱 의미가 크다. 이러한 이유로 ‘김정희 필 침계’는 보물로 지정하여 보존․관리할 충분한 가치가 있다.

## 참고 자료
- 김정희 필 침계 - 국가유산청 국가유산포털